# Erich Leinsdorf
Erich Leinsdorf, właśc. Erich Landauer (ur. 4 lutego 1912 w Wiedniu, zm. 11 września 1993 w Zurychu) – amerykański dyrygent pochodzenia żydowskiego.

## Życiorys
Studiował dyrygenturę w Mozarteum w Salzburgu, później na Uniwersytecie Wiedeńskim i na Wiedeńskiej Akademii Muzycznej. W latach 1934–1937 był asystentem Bruno Waltera i Arturo Toscaniniego na Festiwalu Salzburskim. W roku 1938 po przyłączeniu Austrii do III Rzeszy ze względu na żydowskie pochodzenie wyemigrował do USA. Już od roku 1937 dyrygował Metropolitan Opera w Nowym Jorku. W roku 1942 otrzymał obywatelstwo amerykańskie. Od roku 1943 miał objąć kierownictwo Cleveland Orchestra, czemu przeszkodziło powołanie go do armii USA.
Był uważany za specjalistę od niemieckiego repertuaru operowego, szczególnie Wagnera.
W 1962 objął Leinsdorf dyrekcję Bostońskiej Orkiestry Symfonicznej po Charlesie Münchu. Funkcję tę sprawował do 1969 roku.
W latach 1978–1981 przebywał w Berlinie, gdzie współpracował z Berlińską Orkiestrą Radiową Radio RIAS.